# Lamborghini Marzal
El Lamborghini Marzal, también llamado Bertone Marzal, es un prototipo de automóvil que fue presentado por Lamborghini en el Salón del Automóvil de Ginebra de 1967. Aunque el Marzal permaneció como prototipo, la forma general de su diseño y muchas de las ideas fueron utilizadas posteriormente en el Espada.

## Diseño
El Marzal es un cuatro plazas que fue diseñado por el diseñador Marcello Gandini de Bertone. Fue creado para suministrar a Ferruccio Lamborghini un verdadero automóvil de cuatro plazas para su línea de producción que ya incluía el Lamborghini 400 GT y el Lamborghini Miura. Se distingue por sus puertas de ala de gaviota ampliamente acristaladas, una luneta trasera igualmente amplia, y su interior plateado.

## Mecánica
El Marzal era propulsado por un motor de seis cilindros en línea con 2 L (1997 cc) de capacidad y 175 CV (130 kW) de potencia, que en realidad era una escisión en medio de la versión de 4 litros del motor Lamborghini V12, apareado a una transmisión de 5 velocidades. Con este motor de seis cilindros el Marzal era capaz de alcanzar los 225 km/h de velocidad máxima.

## Modelos a escala
El diseño del Marzal probablemente encontró el mayor reconocimiento como un modelo en miniatura.
Matchbox lo reprodujo en sus Superfast series, aunque pintado en rojo metalizado y rosa con un interior anaranjado.
Guisval también hizo su reproducción del Marzal. Haciendo una primera serie con puertas alas de gaviota funcionales (muy cotizada a día de hoy) y una segunda serie que prescindió de ese refinamiento.
Finalmente la empresa Italiana Penny (antecesora de Polystil) hizo la que es la versión más acertada, respetando el color blanco del original y su interior plateado. 

## Uso como coche de seguridad
El Lamborghini Marzal fue conducido una sola vez por la Princesa Grace y su marido como el automóvil de seguridad del Gran Premio de Mónaco el mismo año en que fue producido.